# Герард (епископ Остии)
Герард (Gerhard, O.S.B.Clun., также известный как Gerardo de Ostia;, as Gerardus, Geroldo, Gherardo, Gilard, Gerald) — католический церковный деятель XI века.
Принял обет бенедиктинцев в аббатстве Клюни около 1063 года. В 1067 году провозглашен кардиналом-епископом Остии. Участвовал в выборах папы Григория VII в 1073 году. Весной 1074 года вместе с кардиналом Умберто Бельмонте был отправлен в качестве легата в Германию.